# بهرام بك
بهرام بك (بالفارسية: بهرام بیگ) كان الشيرفانشاه السابع والثلاثين، وحكم شيروان تحت السيادة الصفوية. على الرغم من العداء الذي كان قائمًا بين الشرفانشاه والسلالة الصفوية الحاكمة، سمح الملك الصفوي إسماعيل الأول (حكم من 1501 إلى 1524)، بعد غزوه وهزيمة والد بهرام فاروخ يسار، بأن يحكم بهرام باعتباره تابعًا صفويًا.

## مقتل بهرام بك على يدغازي بك
وفي فترة حكمه، قام بهرام بك بتعيين شقيقه غازي بك قائداً لفيلق شيروان شاهان، وقام غازي بك بتشكيل جيش أطلق عليه اسم فيلق القوقاز الذهبي. ولما رأى بهرام بك أن أخاه قد قام بتشكيل هذا الفيلق، ظن أن له دافع للاستيلاء على العرش، فأقال أخاه وأمر باغتياله. ولما علم غازي بك بذلك قتل شقيقه في المساء واستولى على العرش.